# Andriasa crenulata
Andriasa crenulata är en fjärilsart som beskrevs av George Thomas Bethune-Baker 1911. Andriasa crenulata ingår i släktet Andriasa och familjen svärmare. Inga underarter finns listade i Catalogue of Life.